# Alessandro Panizzardi
Alessandro Panizzardi (1853-1928) est un militaire italien qui joua un rôle dans l'affaire Dreyfus.

## Télégramme
Le lieutenant colonel Panizzardi est depuis 1891 attaché militaire à l'ambassade d'Italie. Lorsque éclate l'Affaire Dreyfus il envoie à ses chefs à Rome un télégramme codé mais déchiffré par les spécialistes français.
Le colonel Alessandro Panizzardi avait indiqué à ses chefs (par une lettre dans la valise diplomatique) qu'il ne connaissait pas du tout Alfred Dreyfus, puis, s'avisant qu'il pouvait avoir été court-circuité, demande par télégramme des instructions le lendemain. Ce dernier message, intercepté et décodé, ajoute au faisceau d'indications que l'accusé est innocent, mais la hiérarchie de l'armée française maintient néanmoins son accusation. Pire, elle utilise en 1898 une version dont le sens est inversé pour aggraver les charges contre Dreyfus, jusqu'à l'effondrement par son excès l'année suivante. 
En fait très proche de Maximilian von Schwartzkoppen, Panizzardi espionnait comme lui l'armée française. Le nom de Panizzardi apparait ensuite ainsi dans divers documents parfois truqués en lien avec l'Affaire.

## Carrière
En 1898, Panizzardi quitte Paris et fait ensuite une belle carrière. Il finit lieutenant général commandant le XIe corps d'armée de l'armée italienne.